# Friedrich Parrot
Johann Jakob Friedrich Wilhelm Parrot, född 14 oktober 1792 i Karlsruhe i Tyskland, död 15 januari 1841 i Dorpat, nuvarande Tartu i Estland, var en balttysk vetenskapsman och upptäcktsresande.  Han var son till Georg Friedrich Parrot.
Parrot, som vid sin död var professor i fysik vid Dorpats universitet, studerade jordmagnetismen och utförde barometernivelleringar mellan Kaspiska och Svarta haven med mera. 
Parrot var tillsammans med Chatjatur Abovjan, Alexei Sdrovenko, Matvei Chalpanof, Ovannes Aivassian och Murat Pogossian den första att bestiga berget Ararat i nuvarande Turkiet år 1829.
Av hans verk handlar flera om hans resor (Krim och Kaukasus, Ararat, Pyrenéerna).